# Béton armé
Pour l’article homonyme, voir Béton armé (film).

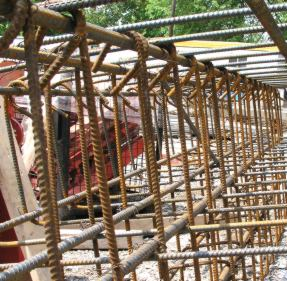
Armatures métalliques de renforcement du béton.

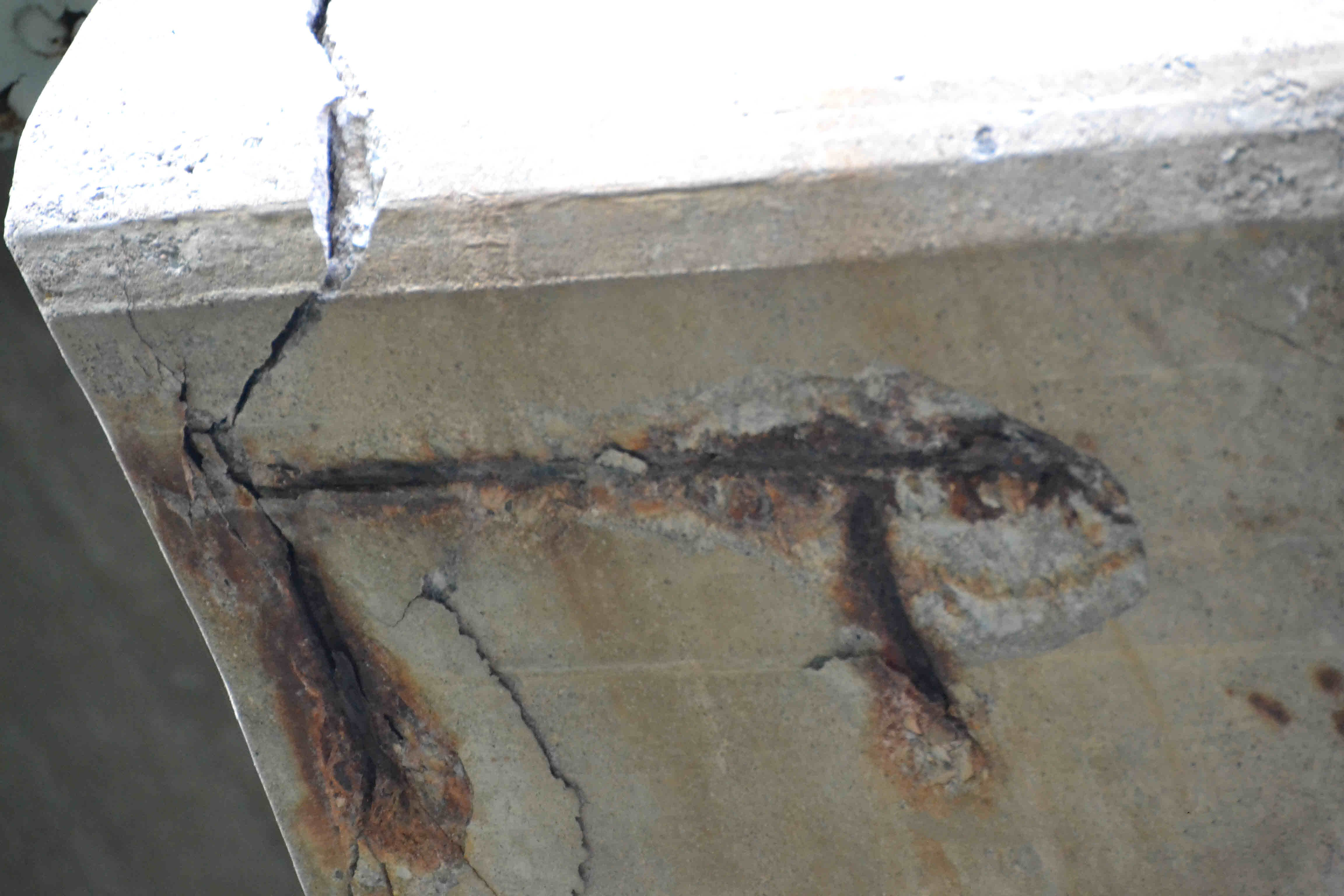
« Cancer du béton » : lorsque le front de carbonatation atteint l'armature métallique, celle-ci est atteinte de rouille qui fait augmenter le volume de l'acier, conduisant à l'éclatement du béton d'enrobage, ce qui provoque des délaminations, ou comme ici des épaufrures qui mettent à nu les armatures oxydées.

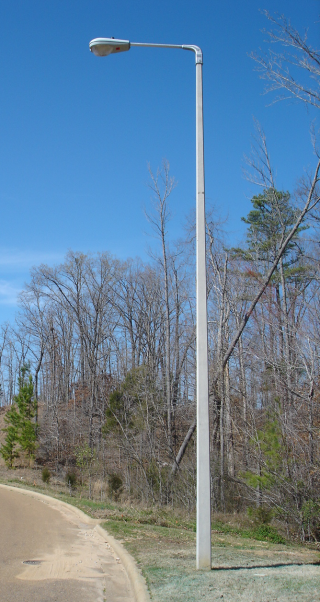
Pylône de lampadaire en béton.

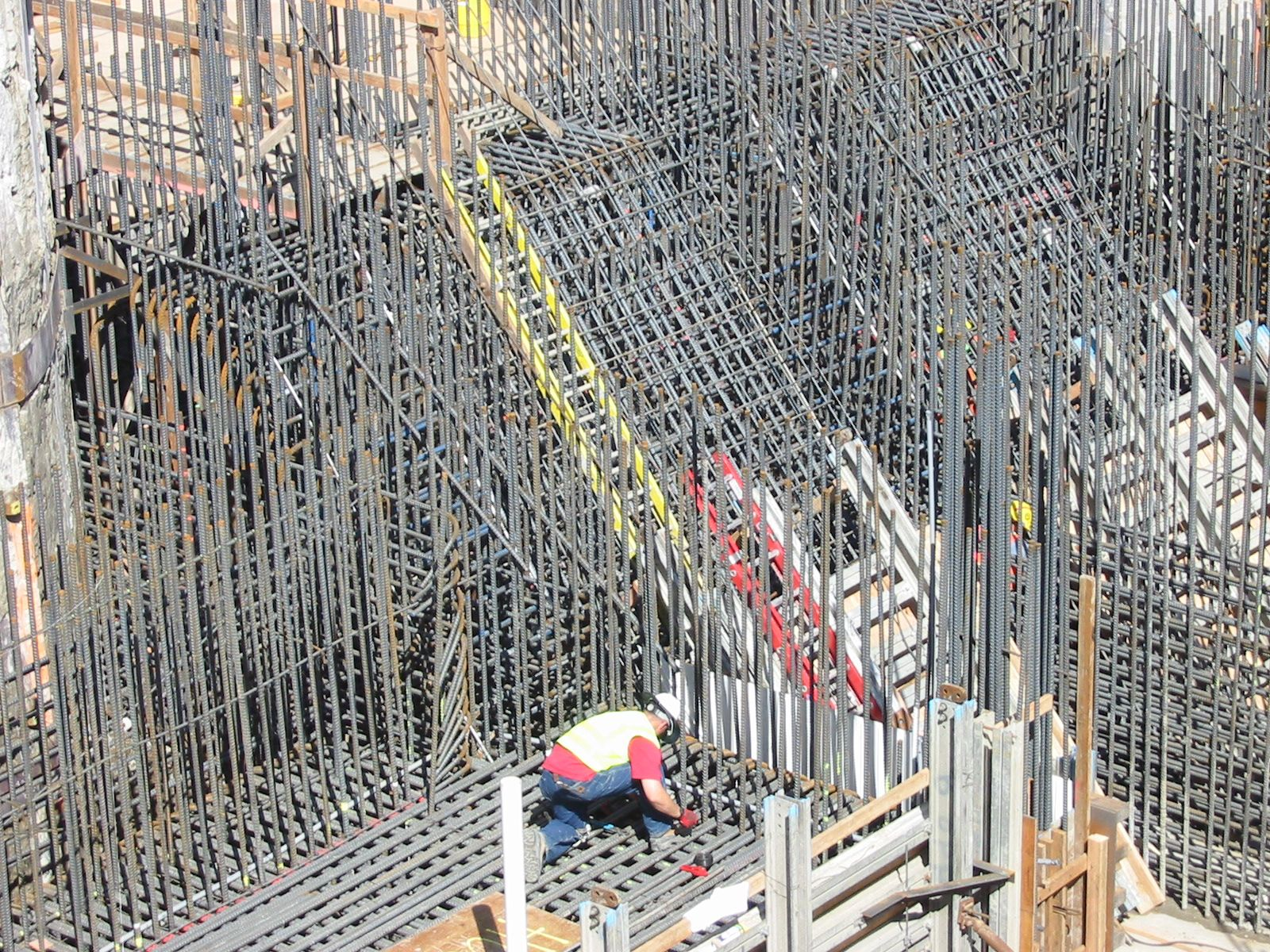
Ferraillage d'une station de pompage en rivière (South River, West Sacramento, Californie).

Le béton armé est un matériau composite constitué de béton et de barres d'acier alliant les propriétés mécaniques complémentaires de ces matériaux (bonne résistance à la compression du béton et bonne résistance à la traction de l'acier). Il est utilisé comme matériau de construction, en particulier pour le bâtiment et le génie civil. L'acier peut faire l'objet de précontrainte.

## Histoire
Joseph-Louis Lambot, né à Montfort-sur-Argens le 22 mai 1814 et mort à Brignoles le 2 août 1887, est un ingénieur français, inventeur du ciment armé, qui donnera naissance au béton armé.

## Principe de fonctionnement
Le béton est un matériau capable de supporter des contraintes de compression importantes (10 à 100 MPa) alors que sa résistance aux efforts de traction est très faible (de l’ordre du dixième de sa résistance à la compression). C’est donc pour pallier cette insuffisance qu’est née l’idée de placer, dans les zones soumises à des efforts de traction, des barres d’acier (armatures) qui, elles, sont résistantes aussi bien en compression qu’en traction. Le matériau résultant de l’association du béton et de l’acier est appelé « béton armé ».
Dans une structure en béton armé, les aciers principaux sont positionnés dans les parties tendues du béton pour compenser la mauvaise résistance du béton en traction. Pour une dalle en béton armé par exemple, on place les armatures principales en partie basse des travées et en partie haute au niveau des appuis.
Les premiers ouvrages en béton armé utilisaient des barres lisses en acier doux, par la suite les barres furent constituées d'acier haute adhérence (HA) comprenant des aspérités et ayant une meilleure résistance.
Les premières définitions des principes de calcul ont été faites à la suite des travaux de la commission du ciment armé qui ont abouti à la rédaction de la circulaire du 20 octobre 1906 concernant les instructions relatives à l'emploi du béton armé. Une commission prussienne définit les premières instructions sur le béton armé le 16 avril 1904, modifiées par le ministre des Travaux publics de Prusse par la circulaire du 24 mai 1907.
Les grandes dates de la réglementation pour les ingénieurs béton en France sont les suivantes :
1. La circulaire du 20 octobre 1906 ;
2. Le projet de règlement de la chambre syndicale du BA de 1928 ;
3. La circulaire du 19 juillet 1934 ;
4. Les règles BA 1945 modifiées en 1948 ;
5. Les règles BA 1960 ;
6. Circulaire no 70 du 14 novembre 1964 ;
7. Règles CCBA 68 ;
8. Règles BAEL 80 modifiées en 83 ;
9. Règles BAEL 91, révisé en 1999 ;
10. En mars 2010, entrent en vigueur les règles constructives Eurocodes, qui marquent la fin de l’application des règles nationales précitées.

## Principes de calcul

### Principes de sécurité
Avant que les méthodes de calcul semi-probabilistes modernes deviennent la règle générale, les calculs de structure étaient basés sur le principe déterministe des coefficients de sécurité. Le coefficient de sécurité était défini comme le rapport d'une contrainte admissible sur une contrainte de calcul, les contraintes admissibles étant données par la nature des matériaux, et les contraintes de calcul déduites de la résistance des matériaux (RDM).
Lorsque les matériaux sont soumis à des combinaisons d'efforts, ce principe de calcul basé sur le coefficient de sécurité a montré ses limites et ses insuffisances. Un exemple significatif est celui de la cheminée soumise à son poids propre et au vent. Avec un coefficient de sécurité égal à 2, on peut croire que chaque effort élémentaire sollicitant la structure peut être doublé sans que l'on atteigne la ruine. Or on montre que ce raisonnement est faux et qu'une augmentation du vent de 10 % peut entraîner la rupture de la cheminée.
Face à l'insuffisance du principe déterministe de coefficient de sécurité, il a fallu définir autrement la sécurité des structures : les sollicitations ont été scindées en deux genres qui ont ensuite évolué vers la définition des états limites.
- Le premier genre de sollicitations, qui a évolué vers l'état limite de service (ELS), traite les structures dans leur fonctionnement de tous les jours, les matériaux sont sollicités dans le domaine élastique uniquement. Cet état regroupe un peu plus de 95 % des sollicitations normales.
- Le second genre de sollicitations, qui a évolué vers l'état limite ultime (ELU), traite les structures dans leur fonctionnement exceptionnel avant ruine, les matériaux peuvent alors atteindre le domaine plastique. La probabilité d'atteindre et dépasser cet état est de l'ordre de 10–7 à 10−3. Durant la vie d'un ouvrage, celui-ci doit pouvoir résister une fois à l'ELU, cela étant l'ouvrage en ressort endommagé de façon irréversible.

Ainsi, le principe de sécurité des ouvrages est aujourd'hui basé sur des notions d'analyse de fiabilité probabiliste et non plus sur des coefficients de sécurité. Cette définition probabiliste fait intervenir des notions de spectres de sollicitation et de résistance. On démontre alors que mathématiquement, la sécurité absolue (probabilité de ruine nulle ou risque nul) ne peut exister, les coefficients de pondération utilisés dans les calculs réduisent les recouvrements des spectres et donc la probabilité de ruine, mais ne l'annulent jamais…
Pour que les habitudes de calcul ne soient pas totalement bouleversées, et malgré des concepts sous-jacents totalement différents, le formalisme des calculs suivant la nouvelle approche probabiliste de la sécurité a été maintenu très proche du formalisme des anciennes méthodes de calcul déterministes ; on parle alors de méthode de calcul semi-probabiliste.
Bien que la notion de sécurité ait été complètement redéfinie, les règles de calcul modernes (BAEL et Eurocode 2) emploient encore le terme de coefficient de sécurité, il faut le comprendre comme coefficient de pondération et non plus comme le définissaient les anciennes règles déterministes.

### Évolution des règles de calcul
Les progrès scientifiques dans la compréhension du comportement des matériaux et des phénomènes physiques ont amené les règles de calcul à évoluer.
Jusque dans les années 1970, on utilisait uniquement le modèle de comportement linéaire des matériaux (contraintes proportionnelles aux déformations : loi de Hooke), y compris pour les sollicitations du second genre où on utilisait une limite élastique conventionnelle.
Avec l'évolution de la notion de sécurité et des progrès scientifiques, les modèles de calcul se sont rapprochés du comportement réel, non linéaire, des matériaux. Les règles de calcul du béton armé aux états limites de 1980 (BAEL80) ont été les premières à intégrer pleinement le modèle de comportement non linéaire des matériaux. Ces règles ont ensuite évolué en BAEL83, BAEL91 et BAEL91 révisées 99.
L'Eurocode 2, qui remplace les règles BAEL depuis 2010, est dans la lignée des règles de calcul modernes intégrant les notions probabilistes de sécurité et les comportements non linéaires des matériaux.

### Domaines des modèles de calcul

#### État limite de service, ELS
Il s'agit du mode sollicitation de « tous les jours », l'ouvrage ne doit pas subir de déformation irréversible. Les matériaux sont employés dans leur domaine de comportement élastique. Tout naturellement, c'est le « modèle élastique linéaire » qui est utilisé pour les calculs à l'ELS.
En général pour les ouvrages courants de bâtiment, les éléments ne sont pas calculés en résistance à l'ELS, ils le sont principalement pour des environnements agressifs ou lorsque les conditions de fissuration ou de déformation sont préjudiciables à la durabilité de l'ouvrage dimensionné. Il convient cependant de vérifier la déformation de la structure à l'ELS afin de s'assurer que les limites admissibles ne sont pas dépassées.

#### État limite ultime, ELU
Dans ce mode de sollicitation, l'ouvrage est à la limite de la ruine, il doit résister aux charges, mais il subit des déformations irréversibles et en ressort endommagé. Pour cet état, il est inutile de rester dans le domaine de comportement élastique des matériaux, on utilise alors des « modèles de plasticité non linéaires » qui se rapprochent du comportement réel des matériaux. On utilise aussi les « modèles de calcul de stabilité de forme » qui concernent le flambement et le voilement des éléments comprimés (poteau, buton, voile ou coque) ainsi que le déversement des éléments fléchis élancés.
Pour le béton, le diagramme contrainte-déformation est habituellement une courbe parabole rectangle, un rectangle simplifié ou encore un diagramme bilinéaire. Pour certains ouvrages d'exception, il est aussi possible d'utiliser des lois de comportement plus élaborées modélisant mieux la rhéologie réelle et complexe du béton.
Pour l'acier, le diagramme contrainte-déformation est habituellement un diagramme bilinéaire, une droite ayant pour pente le module d'élasticité, limitée par les zones plastiques horizontales ou incurvées.
Les modèles de stabilité de forme pour le béton sont plus complexes que ces « principes de calcul » du béton armé.
En général pour les ouvrages courants de bâtiment, les éléments sont calculés uniquement à l'ELU avec les lois de comportement simples.

### Calcul
Le calcul d'un ouvrage en béton armé ne se limite pas à la seule maîtrise du calcul du béton armé. Outre une bonne maîtrise de la mécanique des milieux continus et de la résistance des matériaux, cela nécessite aussi la compréhension des phénomènes physiques qui engendrent les efforts sur l'ouvrage (hydrostatique, mécanique des sols, effets du vent sur les structures, phénomènes vibratoires, rhéologie des matériaux, limites des modèles de calcul, etc.) : c'est le métier d'ingénieur en béton armé.
Les modèles de comportement linéaire simples, utilisés à l'origine pour dimensionner le béton, ont aujourd'hui cédé la place à des modèles rhéologiques beaucoup plus complexes, mais plus proches du comportement réel des matériaux. Ces progrès scientifiques et techniques ont permis de réduire les quantités de matière nécessaires à la construction des ouvrages, et donc de réaliser des économies substantielles.
Le calcul du béton armé est bien trop complexe pour être expliqué en quelques lignes dans cet article. Le lecteur intéressé par le dimensionnement du béton armé pourra se reporter aux ouvrages spécialisés et aux règles de calcul du béton armé. Les cours cités dans les liens externes constituent une première introduction au calcul du béton armé.

## Dispositions courantes de ferraillage

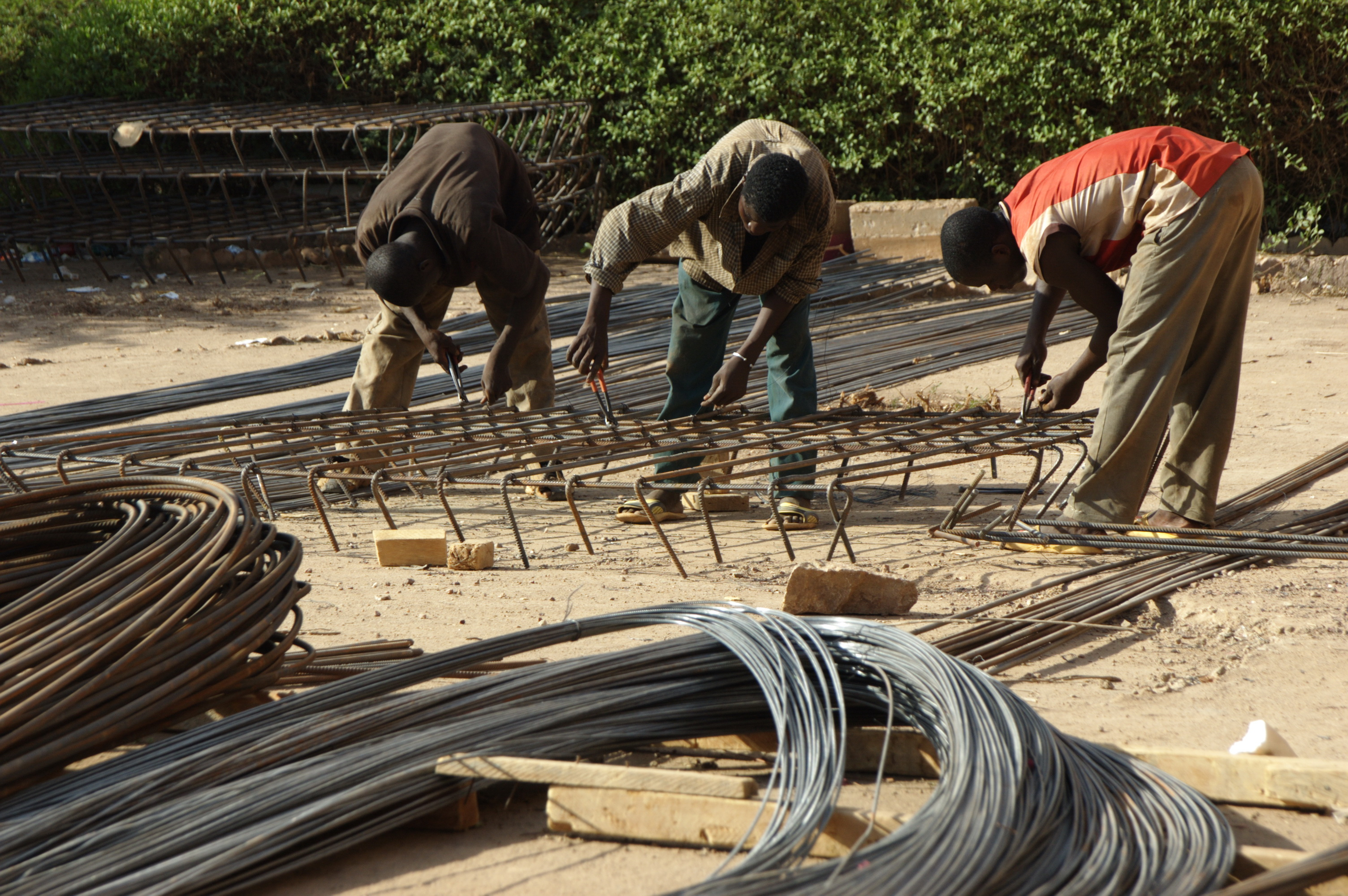
Façonnage du ferraillage d'une semelle sur le chantier du nouvel aéroport international de Ouagadougou.

Dans un ferraillage, il existe plusieurs types d'armatures :
- les aciers principaux qui reprennent les efforts dans les parties tendues du béton ;
- les aciers transversaux pour reprendre les effets de l'effort tranchant et/ou de la torsion ;
- les aciers de comportement (pourcentage minimum d'armatures principalement pour limiter la fissuration) ;
- les aciers de montage pour fixer les aciers et les maintenir au bon emplacement.

En général, les aciers ne sont calculés et mis en œuvre que dans les parties où le béton est en traction. Dans certains cas où le béton est fortement comprimé, par exemple des poutres fortement fléchies ou certains poteaux dont la géométrie est fixée par l'architecture de l'ouvrage, il arrive que le béton seul ne soit pas suffisant pour résister aux efforts de compression. On met alors en œuvre des aciers comprimés pour reprendre une partie de ces efforts.
Les dispositions indiquées ci-après concernent uniquement les aciers principaux.

### Poutres

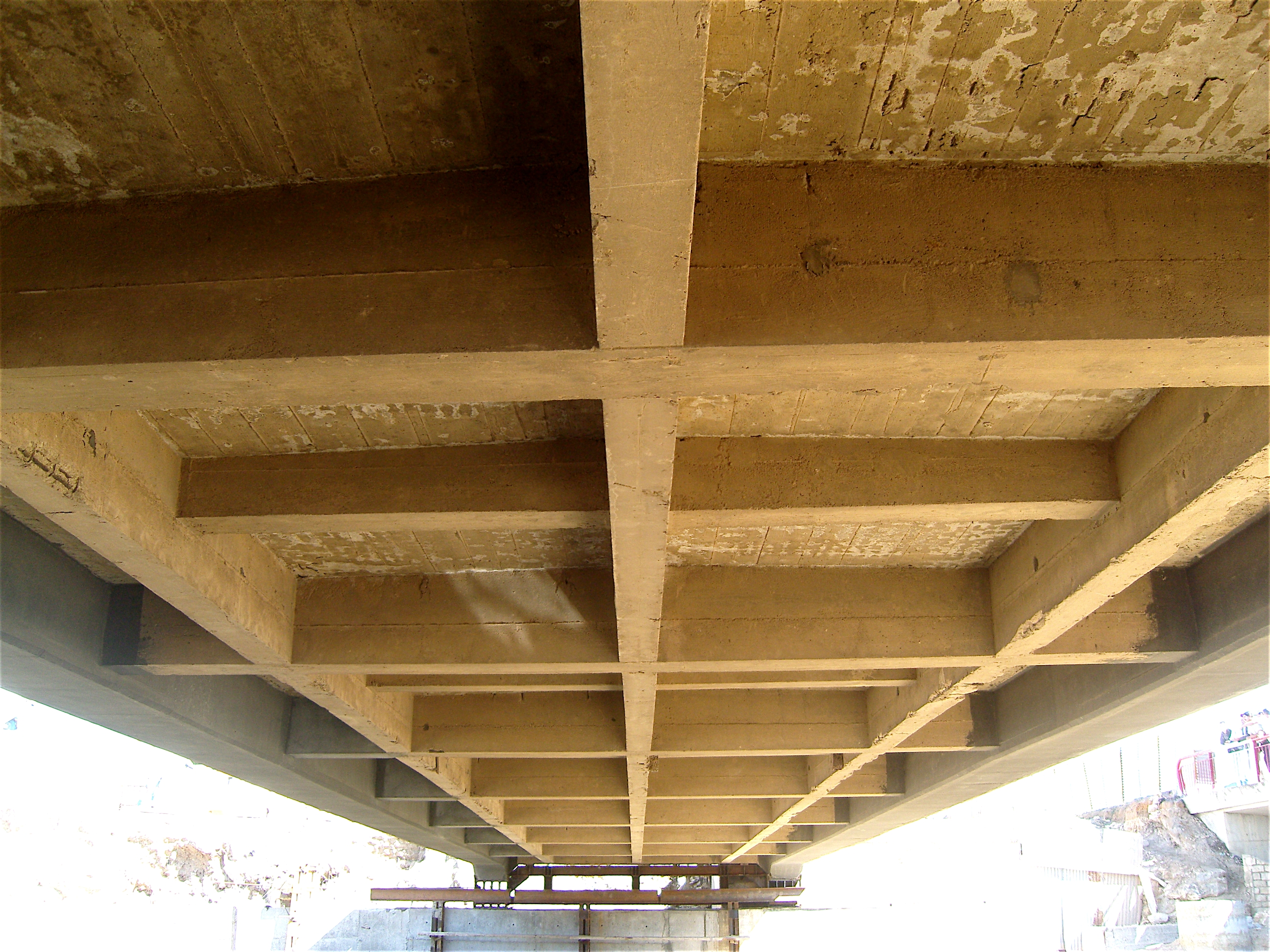
Poutres et entretoises en béton armé supportant le tablier d'un pont en arc en Tunisie. (Construction de 1931).

Les poutres sont armées par des aciers principaux longitudinaux, destinés à reprendre les efforts de traction dus à la flexion, et des aciers transversaux, cadres et épingles (ou étriers), destinés à reprendre l'effort tranchant.
Les espaces entre cadres varient en fonction de l'effort tranchant, resserrés quand l'effort tranchant est important, en général près des appuis ou à l'endroit d'application des efforts concentrés, et plus espacés quand l'effort tranchant est faible, en général vers le milieu des travées des poutres.

### Poteaux
Les poteaux sont armés par des aciers longitudinaux et des cadres transversaux destinés à empêcher le flambement.
Les cadres transversaux sont espacés régulièrement et resserrés dans les zones de recouvrement avec les aciers en attente[pas clair].

### Dalles et dallages

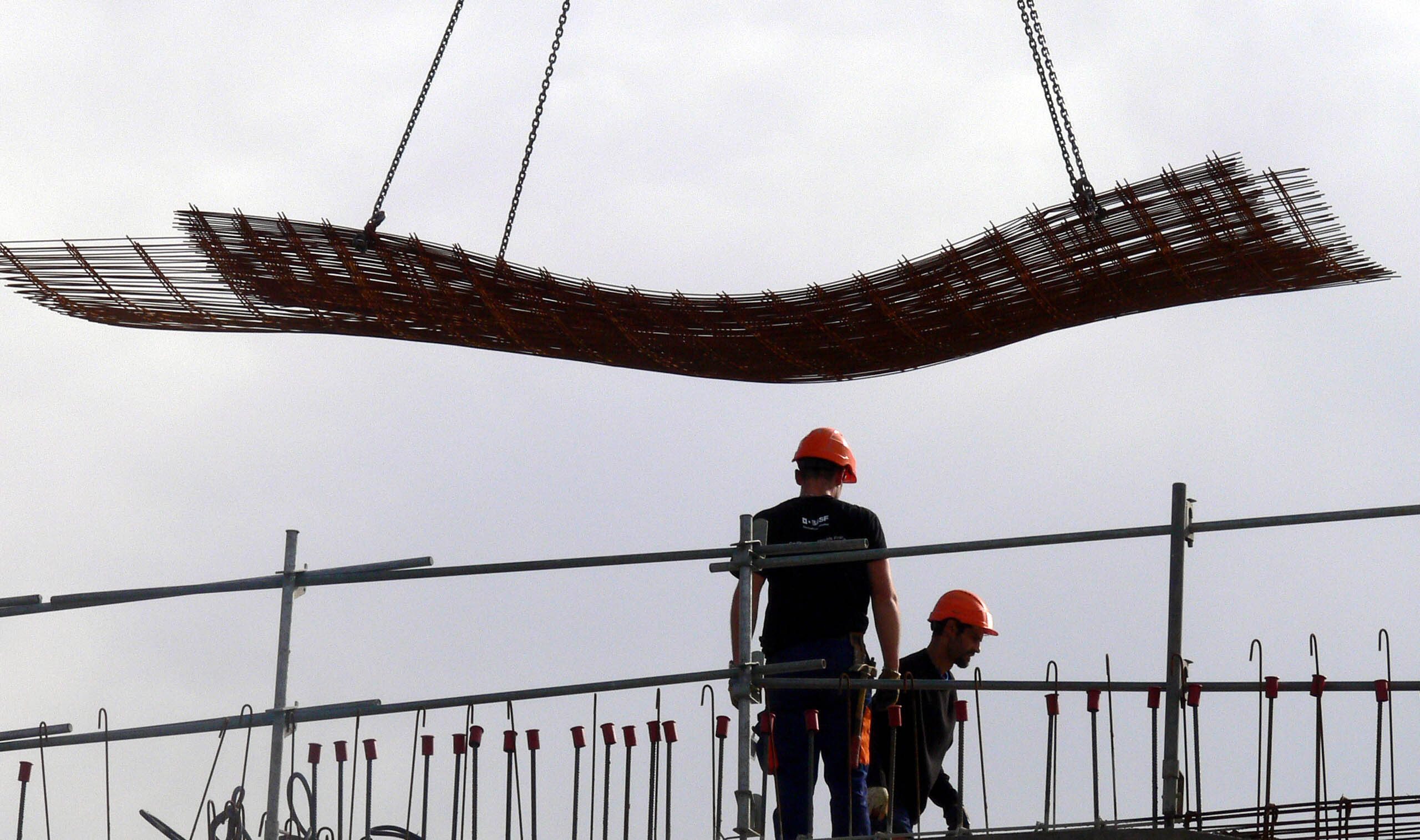
Transport de treillis soudés sur un chantier.

Les dalles sont généralement armées par deux à quatre lits (ou « nappes ») d'armatures croisées, formés par des barres individuelles ou des treillis soudés. On parle de « lit inférieur » (« nappe inférieure ») pour les deux nappes d'aciers proches de l'intrados de la dalle (face inférieure) et de « lit supérieur » (« nappe supérieure », « nappe haute ») pour les éventuelles nappes d'aciers proches de l'extrados de la dalle (face supérieure).
Il est possible, par mesure d’économie, de renoncer aux armatures supérieures en travée et de ne conserver des aciers en nappe haute qu'au niveau des appuis ; ils sont alors appelés « chapeaux ».
Les armatures transversales (verticales) sont assez rares, mais peuvent être mises en œuvre dans le cas d'un cisaillement localisé important (risque de poinçonnement) ou d'une reprise de bétonnage comme une prédalle (partie inférieure de dalle préfabriquée et utilisée comme coffrage pour la partie supérieure).

### Voiles
Les voiles sont des murs massifs coulés en béton, dont l'épaisseur est faible vis-à-vis des autres dimensions. Suivant les cas, ils peuvent être « non armés » ou « armés ».

### Poutres-voiles ou parois fléchies
Une poutre-voile ou paroi fléchie est une poutre de grande hauteur dont le rapport hauteur sur longueur est supérieur à 0,5 dans laquelle il se développe un « effet de voûte ».
Les poutres-voiles sont armées, en partie basse, par un tirant qui reprend la traction engendrée par l'effet de voûte et par des armatures horizontales et verticales qui reprennent les effets du cisaillement.

### Murs de soutènement
Il s'agit d'ouvrages destinés à retenir les terres, ils sont armés par des aciers longitudinaux destinés à reprendre les efforts de flexion.

### Fondations
Le terme fondations regroupe tous les éléments de structure qui transmettent les efforts d'un ouvrage vers le sol. On distingue deux types de fondations :
- fondations superficielles (semelle, radier) : elles travaillent par contact entre la surface d'assise de la fondation et le sol :
  - les semelles sont armées d'une nappe d'acier en partie basse et en partie haute si besoin,
  - les radiers se comportent comme des dalles à l'envers, de façon analogue, ils sont armés d'une nappe haute, et d'aciers en partie basse au niveau des longrines, voiles ou poteaux ;
- fondations profondes (puits, pieux) : elles travaillent soit par friction entre la face latérale de la fondation et le sol, soit en pointe :
  - les pieux sont, suivant les cas, non armés ou armés par des d'aciers longitudinaux et transversaux,
  - les puits sont rarement ferraillés.

### Coques

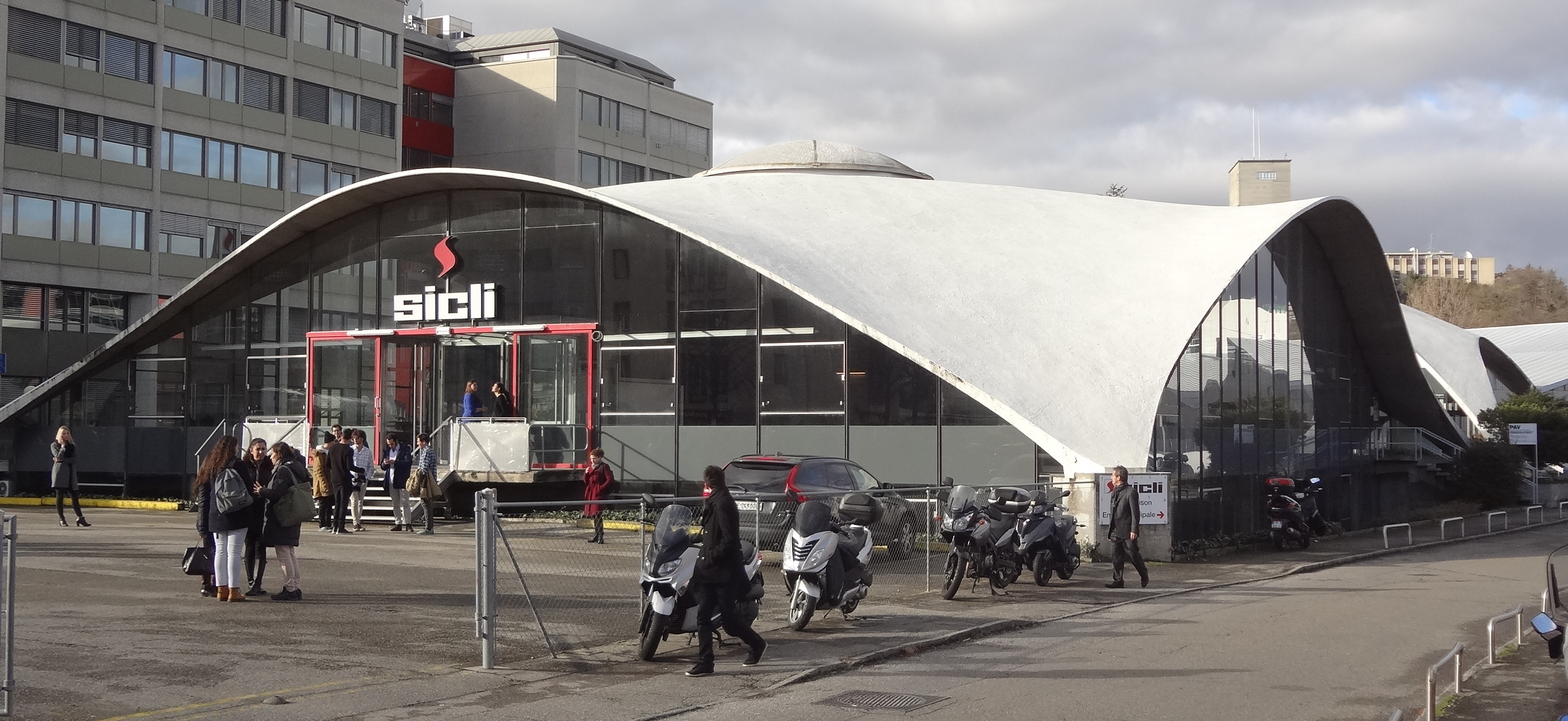
Toit en coque par Heinz Isler, pavillon Sicli, Genève (1969).

Il s'agit de tous les ouvrages en béton à surfaces non planes, cela concerne par exemple des silos, des réservoirs, des toitures.
Les coques peuvent être armées d'une seule nappe d'armatures située au milieu ou bien de deux nappes, une sur chacune des faces.